# ノーム・ラーカー
ノーマン・ハワード・ジョン・ラーカー（Norman Howard John Larker, 1930年12月27日 - 2007年3月12日）は、アメリカ合衆国ペンシルベニア州カーボン郡ビーバーメドウズ出身のプロ野球選手（内野手）。

## 来歴・人物
ヘイズルトン高校を卒業後、1949年にマイナーリーグでプロとしてのキャリアをスタートさせた。8年間のマイナーリーグ生活の後、1958年4月15日にロサンゼルス・ドジャースでメジャーデビューを果たした。間もなくギル・ホッジスから一塁手のポジションを奪い、レギュラーに定着。翌1959年には108試合に出場し、打率.289と活躍。同年のワールドシリーズにも出場し、チームの世界一に貢献した。そして1960年にはオールスターゲームにも出場。最終的に打率.323を記録し、首位打者争いで2厘差でディック・グロート（ピッツバーグ・パイレーツ。打率.325）に敗れるも、リーグ2位の好成績を残した。1961年シーズン終了後、エクスパンションドラフトによりヒューストン・コルト45'sに移籍。その後、1963年にはミルウォーキー・ブレーブスおよびサンフランシスコ・ジャイアンツでプレーした。
1964年オフに日本プロ野球（NPB）の東映フライヤーズから勧誘を受ける。入団交渉に際して、ラーカーは他のメジャー出身者同様の高年俸や特典を要求したが、東映側は「日本でプレーするなら、日本の環境に順応してもらわなければ困る」としてこれを拒絶。ラーカーは折れて年俸15,000ドル（推定）で入団した。これについて、これまで「日本の球団は外国人選手に対して弱腰過ぎる」と批判していた日刊スポーツは、「元メジャーリーガーの至福の日々は終わった」と記事を書いている。前年まで在籍したジャック・ラドラを上回る長打力を期待されての入団だった。
1年目の1965年は打率.280と意地を見せたが、1966年は.253と成績を落としてしまい、また本塁打も2年間で14本と期待に応えることはできなかった。また、1966年のある試合で平凡な打球の処理を誤って走者を刺し損ない、監督の水原茂から罰金と出場停止処分を受ける。ラーカーは痛む右足を庇おうとしただけと弁解するが、水原からはチームのやる気を挫く行為として反省を命ぜられた。仲裁人から謝った方がいいと忠告を受けて、ラーカーは早速水原の元へ行き「後悔している。今後はもっと態度に気をつけたい」と約束。これに喜んだ水原はすぐにラーカーを復帰させ、さらに後年には雑誌の『私の好きなガイジン』と題するコラムでラーカーを取り上げている。同年限りで現役引退。なお、ドジャースでチームメイトだったドン・ジマー（彼も1959年の世界一メンバーである）とは、1966年の1シーズンだけ東映でもチームメイトだった。
2007年3月12日にカリフォルニア州ロングビーチで死去。76歳没。 

## 人物
穏やかでチームに溶け込んだラドラと違い、気性が荒く喧嘩っ早かったことから「ケンカ屋ラーカー」の異名を取る。1965年には1シーズンでヘルメットを8個も壊すなど、興奮癖は当時よく知られており、ある雑誌に足でヘルメットを砕き、手でバットをへし折っているラーカーの風刺画が書かれたこともあった。これに対してラーカーは「ヘルメットを壊したりバットをへし折る方が、三振したのにニコニコしながらベンチに引き上げるよりよっぽどまし」とコメントしている。

## 詳細情報

### 年度別打撃成績
| 年 度    | 球 団    | 試 合 | 打 席 | 打 数 | 得 点 | 安 打 | 二 塁 打 | 三 塁 打 | 本 塁 打 | 塁 打 | 打 点 | 盗 塁 | 盗 塁 死 | 犠 打 | 犠 飛 | 四 球 | 敬 遠 | 死 球 | 三 振 | 併 殺 打 | 打 率 | 出 塁 率 | 長 打 率 | O P S |
| -------- | -------- | ----- | ----- | ----- | ----- | ----- | -------- | -------- | -------- | ----- | ----- | ----- | -------- | ----- | ----- | ----- | ----- | ----- | ----- | -------- | ----- | -------- | -------- | ----- |
| 1958     | LAD      | 99    | 291   | 253   | 32    | 70    | 16       | 5        | 4        | 108   | 29    | 1     | 1        | 1     | 5     | 29    | 0     | 3     | 21    | 8        | .277  | .352     | .427     | .779  |
| 1959     | LAD      | 108   | 351   | 311   | 37    | 90    | 14       | 1        | 8        | 130   | 49    | 0     | 1        | 8     | 4     | 26    | 1     | 2     | 25    | 12       | .289  | .344     | .418     | .762  |
| 1960     | LAD      | 133   | 493   | 440   | 56    | 142   | 26       | 3        | 5        | 189   | 78    | 1     | 0        | 7     | 9     | 36    | 2     | 1     | 24    | 9        | .323  | .368     | .430     | .798  |
| 1961     | LAD      | 97    | 312   | 282   | 29    | 76    | 16       | 1        | 5        | 109   | 38    | 0     | 0        | 2     | 3     | 24    | 7     | 22    | 11    | 3        | .270  | .326     | .387     | .713  |
| 1962     | HOU      | 147   | 590   | 506   | 58    | 133   | 19       | 5        | 9        | 189   | 63    | 1     | 1        | 4     | 3     | 70    | 7     | 7     | 47    | 10       | .263  | .358     | .374     | .732  |
| 1963     | MLN      | 64    | 177   | 147   | 15    | 26    | 6        | 0        | 1        | 35    | 14    | 0     | 2        | 1     | 2     | 24    | 2     | 2     | 24    | 2        | .177  | .297     | .238     | .535  |
| 1963     | SF       | 19    | 16    | 14    | 0     | 1     | 0        | 0        | 0        | 1     | 0     | 0     | 0        | 0     | 0     | 2     | 0     | 0     | 2     | 1        | .071  | .188     | .071     | .259  |
| '63計    | SF       | 83    | 193   | 161   | 15    | 27    | 6        | 0        | 1        | 35    | 14    | 0     | 2        | 1     | 2     | 26    | 2     | 2     | 26    | 3        | .168  | .288     | .224     | .512  |
| 1965     | 東映     | 103   | 417   | 368   | 46    | 103   | 16       | 1        | 8        | 145   | 46    | 2     | 3        | 1     | 2     | 43    | 1     | 3     | 37    | 10       | .280  | .358     | .394     | .752  |
| 1966     | 東映     | 121   | 397   | 359   | 24    | 91    | 12       | 1        | 6        | 123   | 39    | 0     | 0        | 5     | 2     | 29    | 2     | 2     | 31    | 11       | .253  | .311     | .343     | .654  |
| MLB：6年 | MLB：6年 | 667   | 2229  | 1953  | 227   | 538   | 97       | 15       | 32       | 761   | 271   | 3     | 5        | 23    | 26    | 211   | 19    | 16    | 165   | 53       | .275  | .347     | .390     | .736  |
| NPB：2年 | NPB：2年 | 224   | 814   | 727   | 70    | 194   | 28       | 2        | 14       | 268   | 85    | 2     | 3        | 6     | 4     | 72    | 3     | 5     | 68    | 21       | .267  | .335     | .369     | .704  |

### 記録
MLB
- 初出場：1958年4月15日、対サンフランシスコ・ジャイアンツ1回戦（シールズ・スタジアム）、ドン・ベセントの代打として出場し、ルーベン・ゴメスの前に二ゴロ
- 初先発出場：1958年4月25日、対セントルイス・カージナルス回戦（ロサンゼルス・メモリアル・コロシアム）、2番・左翼手で先発出場
- 初安打・初打点：同上、5回裏にフランク・バーンズから中越2点適時三塁打
- MLBオールスターゲーム選出：1回 （1960年）

NPB
- 初出場・初先発出場：1965年4月10日、対東京オリオンズ戦（後楽園球場）、3番・一塁手で先発出場

### 背番号
- 5 （1958年 - 1961年、1966年）
- 10 （1962年）
- 9 （1963年 - 同年途中）
- 18 （1963年途中 - 同年終了）
- 4 （1965年）